# سفارت روسیه در برلین
سفارت روسیه در برلین (به روسی: Посольство России в Германии)، سفارت رسمی دولت فدراسیون روسیه در کشور آلمان است. این سفارت در بلوار آنتر دن لیندن واقع در منطقهٔ پُر پرستیژ میته، برلین و در فاصله ۷۵۰ متری با دروازه براندنبورگ واقع شده‌است.

## جنگ سرد
سفارت روسیه در برلین در دوران جنگ سرد نقش مهمی در فعالیت‌های جاسوسی و اطلاعاتی ایفا می‌کرد. این سفارت که در بخش شرقی برلین قرار داشت، یکی از مراکز اصلی تبادل اطلاعات و ارتباطات برای دولت اتحاد جماهیر شوروی بود و به عنوان یک پایگاه شنود و همچنین برای استخدام جاسوس‌ها و مخبران محلی عمل می‌کرد.